# Cryosophila bartlettii
Cryosophila bartlettii R.Evans es una especie de palmera endémica de Panamá donde esta especie solo es conocida por una pequeña colonia en la vecindad del Lago Alajuela, donde gran parte del hábitat original fue inundado por la construcción de este lago artificial. La agricultura y el aumento de la tala y los asentamientos son las principales amenazas a las subpoblaciones restantes.

## Taxonomía
Cryosophila bartlettii fue descrita por Randall J. Evans y publicado en Systematic Botany Monographs 46: 38, en el año 1995.
Etimología
Cryosophyla: nombre genérico poco aclarado que parece que deriva del griego antiguo: crios = "cabra" y phila - "amoroso", pero este significado parece absurdo.
bartlettii: epíteto otorgado en honor del botánico estadounidense Harley Harris Bartlett.